# سهر (أصفهان)
سهر هي قرية في مقاطعة أصفهان، إيران. يقدر عدد سكانها بـ 102 نسمة بحسب إحصاء 2016.